# Лінза Німруда
[Лінза Німруда, також називається ім'ям археолога який її знайшов, лінзою Лейарда — оптична лінза, створена в 750—710 роках до н. е. і знайдена під час розкопок в місті Німруд.

## Загальні відомості
Лінза була знайдена англійським археологом Остіном Генрі Лейарді в 1853 році під час розкопок в Німруді, в однією з древніх столиць Ассирії Вона має формою схожу до овалу і грубо відшліфована, можливо на гранувальному колесі. Геометрично — плоско-опукла з фокусною відстанню близько 12 см. Кратність збільшення порядку 3, але якість фокусної плями далека від досконалості.
Лінза виготовлена з кристала гірського кришталю, тому вважається, що з плином часу її оптичні властивості практично не змінилися. На поверхні є кілька незначних розкритих при виготовленні порожнин, які були в тілі початкового кристала.

## Версії про призначення
Єдиної думки наукового співтовариства щодо первісного призначення лінзи Німруда не існує. Наприклад, Генрі Лейард зазначає, що лінза була знайдена серед розсипаних залишків якогось невеликого предмета з деревини або слонової кістки, який можливо був оправою або тримачем. З урахуванням знайдених складних дрібних ассирійських гравюр він передбачає можливе використання лінзи як лупи.
Відомий італійський професор Джованні Петтінато (італ. Giovanni Pettinato запропонував свою версію, згідно з якою лінза використовувалася древніми ассирійцями як частина телескопа, і це, нібито, пояснює, звідки ассирійці знали так багато про астрономію. При цьому він посилається на твердження Галілео Галілея, який нібито відзначав, що телескопи були відомі задовго до його офіційного винаходу голландцем Хансом Ліпперсгеєм в 1608 році. Але інші експерти заперечують це, посилаючись на повну відсутність опису телескопа у відомих ассирійських астрономічних творах.
Також є точка зору, згідно з якою лінза виконувала декоративну функцію, можливо була простою прикрасою, наприклад, меблів.

## Сучасний стан
В даний час лінза Німруда є музейним експонатом і демонструється під номером 90959 в залі № 55 у Британському музеї у Лондоні.